# Saint-Sulpice-de-Royan
 Saint-Sulpice-de-Royan  es una población y comuna francesa, situada en la región de Nueva Aquitania, departamento de Charente Marítimo, en el distrito de Rochefort y cantón de Royan-Ouest.

## Demografía
| 695 | 794 | 1129 | 1744 | 2101 | 2290 |
| Para los censos de 1962 a 1999 la población legal corresponde a la población sin duplicidades (Fuente: INSEE [Consultar]) |     |      |      |      |      |